# Diocesi di Murustaga
La diocesi di Murustaga (in latino: Dioecesis Murustagensis) è una sede soppressa e sede titolare della Chiesa cattolica.

## Storia
Murustaga, forse identificabile con Mostaganem nell'odierna Algeria, è un'antica sede episcopale della provincia romana della Mauritania Cesariense.
Unico vescovo conosciuto di questa diocesi africana è Marziano, il cui nome appare al 25º posto nella lista dei vescovi della Mauritania Cesariense convocati a Cartagine dal re vandalo Unerico nel 484; Marziano era già deceduto in occasione della redazione di questa lista..
Dal 1933 Murustaga è annoverata tra le sedi vescovili titolari della Chiesa cattolica; dal 17 agosto 1969 il vescovo titolare è Julian Andrzej Wojtkowski, già vescovo ausiliare di Varmia.

## Cronotassi

### Vescovi residenti
- Marziano † (menzionato nel 484)

### Vescovi titolari
- George Brunner † (13 giugno 1967 - 21 marzo 1969 deceduto)
- Julian Andrzej Wojtkowski, dal 17 agosto 1969